# Université Niigata Sangyo

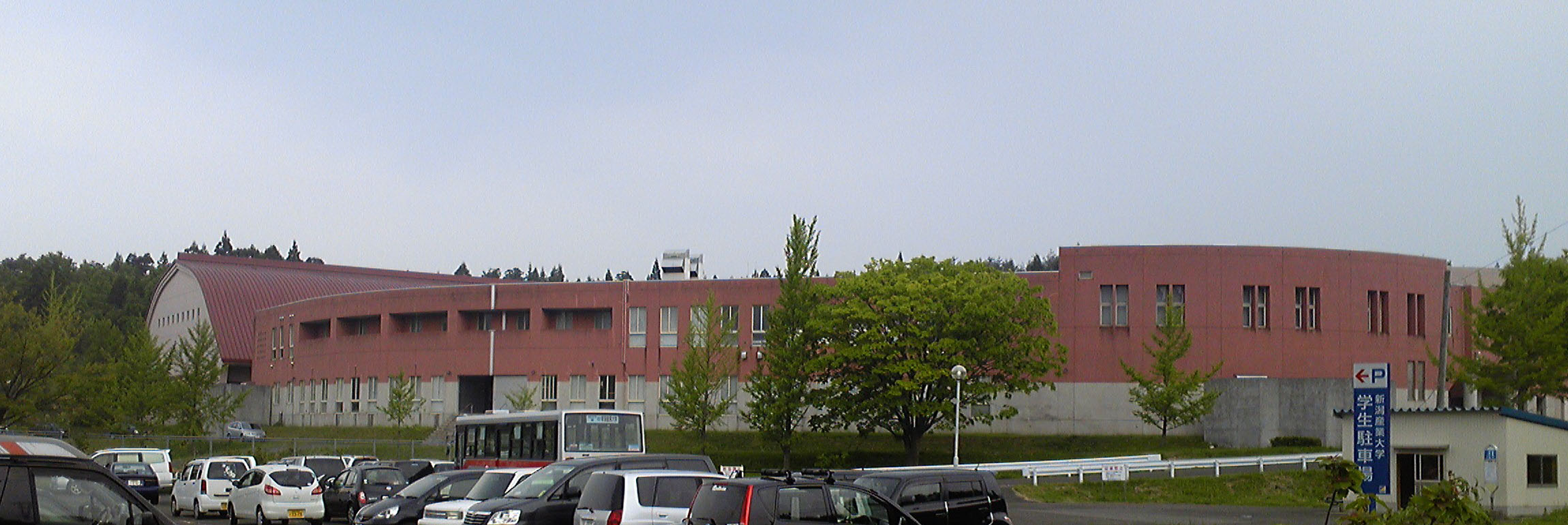
Université Niigata Sangyo

Niigata Sangyo University (新潟産業大学, Niigata sangyō daigaku) est une université privée dans Kashiwazaki, Niigata, Japon. Le prédécesseur de cette école a été fondé en 1947. Il a été agréé en tant que collège junior en 1950 et est devenu un collège de quatre ans en 1988.